# Croatoan (otok)
Croatoan otok kod rta Cape Hatteras, Sjeverna Karolina (SAD). Riječ CRO urezane na jednom drvetu i Croatoan na palisadi sela na otoku Roanoke, tamo je zatekao guverner John White. On je s otoka otišao da bi pribavio zalihe za tamošnju novoosnovanu koloniju, kojoj je ponestalo hrane.  Rat mu je omeo povratak, a kad je konačno iz Engleske stigao do kolonije Roanoke, 1590. godine, nije zatekao nijednog kolonista.
White je mislio da su se doseljenici preselili na otok Croatoan, nekih 80 km (50 milja) dalje, ali kasnije potrage i pretraživanja otoka nisu urodile plodom; nikada nije pronađen nikakav trag iščezlih kolonista. Da bude stvar još neobičnija pleme koje je tamo živjelo postalo je poznato kao Croatan.

## Vanjske poveznice
- Hrvati i Croatoan: građa za hrvatskog Harlana Ellisona.